# 秦岭槭
秦岭槭（学名：Acer tsinglingense）为槭树科槭属下的一个种。

## 扩展阅读
維基物種上的相關：秦岭槭